# Procyon
Pour les articles homonymes, voir Procyon (homonymie).
Désignations
Procyon (α Canis Minoris / α CMi) est l'étoile la plus brillante de la constellation du Petit Chien et la septième plus brillante du ciel nocturne. Procyon est un des sommets du triangle d'hiver.
Il s'agit également de l'une des étoiles les plus proches de la Terre, à seulement 11,4 années-lumière (3,495 pc). Comme bien d'autres étoiles, Procyon est une étoile double, l'astre principal, Procyon A, ayant pour compagnon une naine blanche de faible luminosité (Procyon B).

## Noms
Procyon est le nom propre de l'étoile qui a été approuvé par l'Union astronomique internationale le 20 juillet 2016. Il s'agit d'un nom traditionnel qui vient du grec ancien προκύων (prokýōn), ce qui signifie « avant le chien », Procyon précédant Sirius (l'étoile du Chien) lors de son déplacement sur la voûte céleste. Ces deux « étoiles des chiens » sont mentionnées dans la plupart des mythologies anciennes, celle d'Orion par exemple, et étaient déjà vénérées notamment par les anciens babyloniens et égyptiens.
En astronomie chinoise, Procyon fait partie de Nanhe, un sous-groupe de l'astérisme Nan bei he représentant deux petites vallées en bordure de la rivière céleste Tianhe (en fait la Voie lactée).

## Système binaire
Procyon est une étoile binaire avec une étoile principale brillante, Procyon A, qui a une magnitude apparente de 0,34 et un compagnon peu lumineux, Procyon B, avec une magnitude de 10,7. La paire a une période mutuelle de 40,82 années selon une orbite elliptique avec une excentricité de 0,407. Le plan de leur orbite est incliné d'un angle de 31,1° sur la ligne de visée depuis la Terre.
Les deux étoiles sont éloignées en moyenne à 15,0 unités astronomiques l'une de l'autre, soit un peu moins de la distance du Soleil à Uranus. Mais leur orbite excentrique fait varier leur distance mutuelle entre 8,9 et 21,0 ua.

### Procyon A
Procyon A est sept à huit fois plus lumineuse et deux fois plus grande que le Soleil. Elle est classée comme une sous-géante jaune-blanc, ce qui signifie qu'elle vient de finir la fusion de son hydrogène dans sa région centrale et qu'elle commence à se dilater.

### Procyon B
Procyon B est une naine blanche d'une luminosité d'environ un demi millième de celle du Soleil. Son existence a été mise en évidence la première fois par Friedrich Wilhelm Bessel en 1844. Ces caractéristiques orbitales ont été calculées en 1862 par Arthur Auwers. Elle a été observée visuellement la première fois par John Martin Schaeberle en 1892, à l'observatoire Lick.
La naine blanche Procyon B a une masse de 0,6 {\displaystyle M_{\odot }}, avec un diamètre estimé de 8 600 km. Ces caractéristiques physiques sont compatibles avec un cœur de carbone. Son spectre révèle une atmosphère principalement formée d'hélium avec des traces d'éléments plus lourds.
La masse de l'étoile qui forma cette naine blanche était de l'ordre de 2,59+0,22
 −0,18 {\displaystyle M_{\odot }} il y a environ 1,19 ± 0,11 milliard d'années, après une durée sur la séquence principale d'environ 680 ± 170 millions d'années.